# Уотермен, Фанни
Дама Фанни Уотермен (Ватерман, англ. Fanny Waterman; 22 марта 1920, Лидс — 20 декабря 2020) — британская пианистка и музыкальный педагог. Дама-командор ордена Британской империи (2005).

## Биография
Родилась в семье еврейских эмигрантов из Российской империи; отец, Меер Уотерман (Вассерман), был ювелиром. С 17 лет занималась под руководством Тобайаса Маттея, затем училась в Королевском колледже музыки у Сирила Джеймса Смита. В 1941 г. открыла своим выступлением концертный сезон в Лидсе. Во время Второй мировой войны давала концерты с Генри Вудом в Альберт-Холле.
В 1950 г., с рождением ребёнка, отказалась от концертной деятельности и полностью сосредоточилась на преподавании. Вплоть до 2006 г. работала в Лидсском музыкальном колледже; среди её учеников, в частности, Бенджамин Фрит. Продолжала давать мастер-классы в Вашингтоне, Сеуле, Пекине, Ганновере, Лейпциге.
Вместе с Марион Штайн, графиней Харвуд, написала ряд популярных учебных пособий, в том числе выдержавшую множество изданий книгу «Я и моё фортепиано» (англ. Me and my piano; 1989), и основала Международный конкурс пианистов в Лидсе (1961), который возглавляла. Входила в состав жюри многих международных конкурсов, в том числе Конкурс пианистов Паломы О'Ши в Сантандере (1984), Международного конкурса имени Чайковского (1986), Международного конкурса пианистов имени А.Рубинштейна, I Китайского международного конкурс пианистов.
Вице-президент Европейской ассоциации преподавателей фортепиано (с 1975), Всемирной федерации международных музыкальных конкурсов (1992—2000); вице-президент (1999—2009), президент (с 2009) Международного фестиваля в Харрогейте (Северный Йоркшир).

### Семья
Муж (с 1944) — Джеффри де Кайзер (англ. Geoffrey de Keyser; ум. 2001), врач; составил правила конкурса пианистов в Лидсе, являющиеся образцом для музыкальных конкурсов;
- два сына[5].

## Награды и признание
- почётный вице-президент Королевского колледжа музыки[7]
- офицер ордена Британской империи (1971)[8]
- почётный доктор Йоркского университета (1995)[6]
- командор ордена Британской империи (1999)[8]
- премия «Выдающемуся музыканту» Независимого общества музыкантов (англ., 2000)[6]
- премия Всемирной федерации международных музыкальных конкурсов (2002)[6]
- премия Йоркширского общества (англ. 2003)[6]
- Дама-командор ордена Британской империи (2005)[8]
- почётное звание «Свободный гражданин города Лидса» (2005)[9][10]
- почётный член Королевского филармонического общества[5]
- Именем Ф. Уотермен назван новый общественный центр в Уэст-Йоркшире[11].